# Železniční trať Bratislava–Marchegg
Železniční trať Bratislava – Marchegg (v jízdním řádu pro cestující označená číslem 100) je dvoukolejná elektrizovaná trať na Slovensku, která spojuje Bratislavu a Marchegg a pokračuje dále na Vídeň, protíná ji státní hranice s Rakouskem. Trať je elektrizovaná, dvoukolejná po odbočku před hraničním přechodem.

## Historie
Železniční trať z Vídně do Bratislavy přes Marchegg byla otevřena 10. srpna roku 1848, byla první železniční tratí na Slovensku. Po vybudování úseku Bratislava – Vác spojovala od 16. prosince roku 1850 Vídeň s Budapeští. Po této trati jezdil i slavný Orient expres.